# Santa Cruz Papalutla
Santa Cruz Papalutla är en ort i Mexiko.   Den ligger i kommunen Santa Cruz Papalutla och delstaten Oaxaca, i den sydöstra delen av landet, 400 km sydost om huvudstaden Mexico City. Santa Cruz Papalutla ligger 1 591 meter över havet och antalet invånare är 1 835.
Terrängen runt Santa Cruz Papalutla är kuperad åt sydväst, men åt nordost är den platt. Runt Santa Cruz Papalutla är det ganska tätbefolkat, med 144 invånare per kvadratkilometer. Närmaste större samhälle är Oaxaca de Juárez, 18,9 km nordväst om Santa Cruz Papalutla. Trakten runt Santa Cruz Papalutla består till största delen av jordbruksmark.